# Lista de prêmios e indicações recebidos por Bruno Mars
A lista dos prémios e indicações recebidos por Bruno Mars, cantor  de música pop e Soul de herança Filipina, consiste num total aproximado de 247 recebidos e 402 indicações. Em 2018 lançou seu primeiro álbum intitulado Doo-Wops & Hooligans que lhe rendeu um Grammy Awards por sua canção "Just The Way You Are" : àlbum que também lhe trouxe 32 indicações ao Billboard Music Awards tendo vencido 29. Mais tarde Bruno foi indicado a 35 Teen Choice Awards vencendo duas em 2011 foi indicado a 3 MTV Video Music Awards. Bruno tem até hoje dois  álbuns de estúdio. Doo-Wops & Hooligans e Unorthobox Jukebox um Extended play It's Better If You Don't Understand, seis singles e esteve em quatro participações especiais e uma turnê.
Em 2010 Mars recebeu dez indicações por sua parceria no single "Nothin' on You" com o rapper B.o.B, sendo vencedor de um Soul Train Music Awards na categoria "Song of the Year".
Em 2011 o cantor recebeu 14 indicações, dentre elas sete Grammy Awards e 17 Teen Choice Awards sendo vencedor de 5 American Music Awards, 7 ASCAP Awards, Billboard Music Awards, BT Digital Music Awards.
Em 2017 venceu em 7 de 8 indicações ao American Music Awards (AMA), sendo o artista mais premiado da noite e o segundo mais premiado da história do evento, atrás apenas de Michael Jackson, que é  ídolo e uma das influências do cantor havaiano.
Bruno Mars é o artista (do gênero masculino) vivo mais premiado.

## Alma Award
O ALMA Award, ou American Latino Media Arts Award é uma distinção atribuída a artistas latinos (atores, cinema e televisão diretores, músicos e designers) que promovem uma imagem positiva dos latinos no campo do entretenimento. Em espanhol, a palavra alma significa espírito ou alma.
| Ano  | Nomeação  | Cerimônia                  | Resultado |
| ---- | --------- | -------------------------- | --------- |
| 2011 | Ele Mesmo | Favorite Male Music Artist | Indicado  |

## American Music Awards
O American Music Awards  é uma grande premiação música americana celebrada pela American Broadcasting Company. Foi criado em 1973. Bruno Mars recebeu 15 indicações e ganhou 8 delas, sendo 7 só em 2017.
| Ano  | Nomeação             | Categoria                           | Resultado |
| ---- | -------------------- | ----------------------------------- | --------- |
| 2011 | Bruno Mars           | Artista Masculino Pop/Rock          | Venceu    |
| 2011 | Bruno Mars           | Artista Contemporâneo Adulto        | Indicado  |
| 2013 | Bruno Mars           | Artista do ano                      | Indicado  |
| 2013 | Bruno Mars           | Melhor Artista Masculino Pop/Rock   | Indicado  |
| 2013 | Bruno Mars           | Artista Adulto Contemporâneo        | Indicado  |
| 2015 | Uptown Funk          | Canção do Ano                       | Indicado  |
| 2015 | Uptown Funk          | Colaboração do Ano                  | Indicado  |
| 2017 | Bruno Mars           | Artista do ano                      | Venceu    |
| 2017 | Bruno Mars           | Artista Pop/Rock Favorito           | Venceu    |
| 2017 | Bruno Mars           | Artista Masculino Soul/R&B Favorito | Venceu    |
| 2017 | Bruno Mars           | Artista Adulto Contemporâneo        | Indicado  |
| 2017 | "24K Magic"          | Album Pop/Rock Favorito             | Venceu    |
| 2017 | "24K Magic"          | Album Soul/R&B Favorito             | Venceu    |
| 2017 | "That's What I Like" | Música Soul/R&B Favorita            | Venceu    |
| 2017 | "That's What I Like" | Video do ano                        | Venceu    |

## ASCAP Awards
O American Music Awards é uma cerimônia anual de entrega de prêmios, criada por Dick Clark em 1973.
| Ano  | Nomeação         | Categoria    | Resultado |
| ---- | ---------------- | ------------ | --------- |
| 2011 | "Nothin' On You" | Top Rap Song | Venceu    |

## BT Digital Music Awards
A BT Digital Music Awards (DMA) foi criado no Reino Unido em 2001 e são realizados anualmente. Profissionais da indústria da música pode nomear artistas, locais e hardware em categorias do Juiz Choice Award. O resto dos prêmios são compostos de prêmios People Choice, votado pelo público.
| Ano  | Nomeação  | Categoria                 | Resultado |
| ---- | --------- | ------------------------- | --------- |
| 2011 | Ele Mesmo | Best International Artist | Venceu    |

## BET Awards
O BET Awards é uma premiação musical realizada desde 2001 pela Black Entertainment Television, para premiar os afro-americanos da música, cinema, esporte entre outras categorias. A cerimônia acontece anualmente e é transmitida ao vivo pelo canal de televisão BET. Bruno Mars atualmente tem 13 indicações e 2 vencidos.
| Ano  | Nomeação             | Categoria                                   | Resultado |
| ---- | -------------------- | ------------------------------------------- | --------- |
| 2010 | "Nothin' On You"     | Melhor Colaboração                          | Indicado  |
| 2010 | "Nothin' On You"     | Vídeo do Ano                                | Indicado  |
| 2011 | Bruno Mars           | Artista Revelação                           | Indicado  |
| 2011 | Bruno Mars           | Melhor Artista Masculino R&B                | Indicado  |
| 2012 | Bruno Mars           | Melhor Artista Masculino R&B                | Indicado  |
| 2013 | Bruno Mars           | Melhor Artista Masculino R&B                | Indicado  |
| 2015 | "Uptown Funk"        | Melhor Colaboração                          | Indicado  |
| 2015 | "Uptown Funk"        | Prêmio Central                              | Indicado  |
| 2017 | 24K Magic            | Álbum do Ano                                | Indicado  |
| 2017 | "24K Magic"          | Vídeo do Ano                                | Venceu    |
| 2017 | "24K Magic"          | Coca-Cola Escolha da Audiência              | Indicado  |
| 2017 | Bruno Mars           | Melhor Artista Masculino R&B                | Venceu    |
| 2017 | "That's What I Like" | Direção de Vídeo do Ano (With Jonathan Lia) | Indicado  |

## BET Hip/Hop Awards
Os BET Hip Hop Awards são apresentados anualmente pela BET para artistas, produtores e directores de vídeos musicais de hip hop.
| Ano  | Nomeação         | Categoria                    | Resultado |
| ---- | ---------------- | ---------------------------- | --------- |
| 2010 | "Nothin' On You" | Melhor Vídeo de Hip Hop      | Indicado  |
| 2010 | "Nothin' On You" | Reese's Perfect Combo Award  | Indicado  |
| 2010 | "Nothin' On You" | Verizon People's Champ Award | Indicado  |

## Billboard Music Awards
Os Billboard Music Awards são patrocinados pela revista Billboard e é realizado anualmente em Dezembro. Os prémios são baseados em dados de vendas feitas pela Nielsen SoundScan e informações de rádio pela Nielsen Broadcast Data Systems.
| Ano  | Nomeação                        | Categoria                  | Resultado |
| ---- | ------------------------------- | -------------------------- | --------- |
| 2011 | Bruno Mars                      | Top New Artist             | Indicado  |
| 2011 | Bruno Mars                      | Top Hot 100 Artist         | Indicado  |
| 2011 | Bruno Mars                      | Top Digital Songs Artist   | Indicado  |
| 2011 | Bruno Mars                      | Top Male Artist            | Indicado  |
| 2011 | Bruno Mars                      | Top Radio Songs Artist     | Indicado  |
| 2011 | "Nothin' on You" (com B.o.B.)   | Top Rap Song               | Indicado  |
| 2011 | "Just the Way You Are"          | Top Hot 100 Song           | Indicado  |
| 2011 | "Just the Way You Are"          | Top Digital Song           | Indicado  |
| 2011 | "Just the Way You Are"          | Top Streaming Song (Audio) | Indicado  |
| 2011 | "Just the Way You Are"          | Top Pop Song               | Indicado  |
| 2011 | "Just the Way You Are"          | Top Radio Song             | Venceu    |
| 2012 | Bruno Mars                      |                            |           |
| 2012 | Bruno Mars                      | Top Hot 100 Artist         | Indicado  |
| 2012 | Bruno Mars                      | Top Male Artist            | Indicado  |
| 2012 | Bruno Mars                      | Top Radio Songs Artist     | Indicado  |
| 2012 | Bruno Mars                      | Top Streaming Artist       | Indicado  |
| 2012 | Bruno Mars                      | Top Digital Songs Artist   | Indicado  |
| 2012 | "The Lazy Song"                 | Top Streaming Song         | Indicado  |
| 2013 | Bruno Mars                      | Top Male Artist            | Indicado  |
| 2013 | Bruno Mars                      | Top Pop Artist             | Indicado  |
| 2013 | "Locked Out of Heaven"          | Top Radio Song             | Indicado  |
| 2013 | "Locked Out of Heaven"          | Top Pop Song               | Indicado  |
| 2014 | Bruno Mars                      | Top Artist                 | Indicado  |
| 2014 | Bruno Mars                      | Top Male Artist            | Indicado  |
| 2014 | Bruno Mars                      | Top Radio Songs Artist     | Indicado  |
| 2015 | "Uptown Funk" (com Mark Ronson) | Top Digital Song           | Indicado  |
| 2016 | "Uptown Funk" (com Mark Ronson) | Top Radio Song             | Indicado  |
| 2016 | "Uptown Funk" (com Mark Ronson) | Top Streaming Song (Video) | Indicado  |
| 2017 | Bruno Mars                      | Top R&B Artist             | Indicado  |
| 2017 | 24K Magic                       | Top R&B Album              | Indicado  |
| 2017 | "24K Magic"                     | Top R&B Song               | Indicado  |
| 2018 | Bruno Mars                      | Top Artist                 | Indicado  |
| 2018 | Bruno Mars                      | Top Male Artist            | Indicado  |
| 2018 | Bruno Mars                      | Top Hot 100 Artist         | Indicado  |
| 2018 | Bruno Mars                      | Top Song Sales Artist      | Indicado  |
| 2018 | Bruno Mars                      | Top Radio Songs Artist     | Indicado  |
| 2018 | Bruno Mars                      | Top Touring Artist         | Indicado  |
| 2018 | Bruno Mars                      | Top R&B Artist             | Venceu    |
| 2018 | Bruno Mars                      | Top R&B Male Artist        | Venceu    |
| 2018 | Bruno Mars                      | Top R&B Tour               | Venceu    |
| 2018 | "24K Magic"                     | Top R&B Album              | Venceu    |
| 2018 | "That's What I Like"            | Top Hot 100 Song           | Indicado  |
| 2018 | "That's What I Like"            | Top Streaming Song (Video) | Indicado  |
| 2018 | "That's What I Like"            | Top Radio Song             | Indicado  |
| 2018 | "That's What I Like"            | Top R&B Song               | Venceu    |
| 2018 | "Finesse" (com Cardi B)         | Top R&B Song               | Indicado  |
| 2019 | Bruno Mars                      | Top R&B Tour               | Indicado  |
| 2019 | Bruno Mars                      | Top Touring Artist         | Indicado  |

## The Brit Awards
O Brit Awards é entregue pela British Phonographic Industry's uma premiação anual da música pop.
| Ano  | Nomeação    | Categoria                      | Resultado |
| ---- | ----------- | ------------------------------ | --------- |
| 2011 | Bruno Mars  | International Breakthrough Act | Indicado  |
| 2012 | Bruno Mars  | International Male Solo Artist | Venceu    |
| 2014 | Bruno Mars  | International Male Solo Artist | Venceu    |
| 2015 | Uptown Funk | British Single of the Year     | Venceu    |
| 2015 | Uptown Funk | British Video of the Year      | Indicado  |
| 2017 | Bruno Mars  | International Male Solo Artist | Indicado  |

## Echo Awards
ECHO Awards é um prêmio de música alemã concedido anualmente pela Deutsche Phono-Akademie (uma associação de gravadoras).
| Ano  | Nomeação             | Categoria                   | Resultado |
| ---- | -------------------- | --------------------------- | --------- |
| 2011 | Doo-Wops & Hooligans | Best International Newcomer | Indicado  |

## Grammy Awards
O Grammy Awards é a premiação mais importante da música e são atribuídos anualmente pela Academia Nacional de Artes e Ciências Televisivas. Bruno Mars foi nomeado 28 vezes, vencendo 11 delas até o momento.
| Ano  | Nomeação               | Categoria                             | Resultado |
| ---- | ---------------------- | ------------------------------------- | --------- |
| 2011 | The Smeezingtons       | Produção do Ano (Não-Clássica)        | Indicado  |
| 2011 | "Nothin' on You"       | Melhor Canção de Rap                  | Indicado  |
| 2011 | "Nothin' on You"       | Melhor Colaboração de Rap/Sung        | Indicado  |
| 2011 | "Nothin' on You"       | Gravação do Ano                       | Indicado  |
| 2011 | "Fuck You!"            | Gravação do Ano                       | Indicado  |
| 2011 | "Fuck You!"            | Canção do Ano                         | Indicado  |
| 2011 | "Just the Way You Are" | Melhor Performance Pop Masculina      | Venceu    |
| 2012 | "Grenade"              | Gravação do Ano                       | Indicado  |
| 2012 | "Grenade"              | Canção do Ano                         | Indicado  |
| 2012 | "Grenade"              | Melhor Performance Pop Masculina      | Indicado  |
| 2012 | "Doo-Wops & Hooligans" | Álbum do Ano                          | Indicado  |
| 2012 | "Doo-Wops & Hooligans" | Melhor Álbum Pop Vocal                | Indicado  |
| 2012 | The Smeezingtons       | Produtor do Ano (Não-Clássica)        | Indicado  |
| 2013 | Young, Wild and Free   | Melhor canção de Rap                  | Indicado  |
| 2014 | "Locked Out Of Heaven" | Gravação do Ano                       | Indicado  |
| 2014 | "Locked Out Of Heaven" | Canção do Ano                         | Indicado  |
| 2014 | "When I Was Your Man"  | Melhor Performance Pop Masculina      | Indicado  |
| 2014 | "Unorthodox Jukebox"   | Melhor Álbum Pop Vocal                | Venceu    |
| 2016 | "Uptown Funk"          | Gravação do Ano                       | Venceu    |
| 2016 | "Uptown Funk"          | Melhor Performance Pop em Dupla/Grupo | Venceu    |
| 2017 | "25" (como produtor)   | Álbum do Ano                          | Venceu    |
| 2018 | "24K Magic"            | Álbum do Ano                          | Venceu    |
| 2018 | "24K Magic"            | Melhor Álbum de R&B                   | Venceu    |
| 2018 | "24K Magic"            | Melhor Engenho de Álbum, Não-Clássico | Venceu    |
| 2018 | "That's What I Like"   | Melhor Canção R&B                     | Venceu    |
| 2018 | "That's What I Like"   | Melhor Performance R&B                | Venceu    |
| 2018 | "That's What I Like"   | Canção do Ano                         | Venceu    |
| 2018 | "24K Magic"            | Gravação do Ano                       | Venceu    |

## MTV Awards

### MTV Europe Music Awards
A MTV Europe Music Awards é um prêmio entregue desde 1994 pela MTV Networks Europe. Em 2011 Mars foi indicado a 4 categorias e 7 no total, vencendo 3 categorias.
| Ano  | Nomeação               | Categoria                   | Resultado |
| ---- | ---------------------- | --------------------------- | --------- |
| 2011 | "Grenade"              | Melhor Canção               | Indicado  |
| 2011 | Bruno Mars             | Artista Revelação           | Venceu    |
| 2011 | Bruno Mars             | Melhor Artista Masculino    | Indicado  |
| 2011 | Bruno Mars             | Melhor Artista Push         | Venceu    |
| 2013 | "Locked Out Of Heaven" | Melhor canção               | Venceu    |
| 2013 | Bruno Mars             | Artista Masculino           | Indicado  |
| 2014 | Bruno Mars             | Melhor Apresentação Ao Vivo | Indicado  |
| 2017 | Bruno Mars             | Melhor Apresentação Ao Vivo | Indicado  |
| 2017 | Bruno Mars             | Melhor Artista dos EUA      | Indicado  |

### MTV Video Music Awards
A MTV Video Music Awards é um prêmio entregue anualmente desde 1984 pela MTV Americana. Das quatro indicações, em 2011, três foram por seu single Grenade, assim como em 2013 com o single Locked Out Of Heaven. Já em  2015, seu single Uptown Funk em parceria com Mark Ronson foi indicado em 5 categorias,  vencendo apenas 1. Ao todo, são 24 indicações e 3 prêmios ganhos.
| Ano  | Nomeação               | Categoria              | Resultado |
| ---- | ---------------------- | ---------------------- | --------- |
| 2010 | "Nothin' on You"       | Melhor Vídeo Pop       | Indicado  |
| 2011 | "Grenade"              | Vídeo do ano           | Indicado  |
| 2011 | "Grenade"              | Melhor Vídeo Pop       | Indicado  |
| 2011 | "Grenade"              | Melhor Vídeo Masculino | Indicado  |
| 2011 | "The Lazy Song"        | Melhor Coreografia     | Indicado  |
| 2013 | "Locked Out of Heaven" | Vídeo do ano           | Indicado  |
| 2013 | "Locked Out of Heaven" | Melhor Vídeo Pop       | Indicado  |
| 2013 | "Locked Out of Heaven" | Melhor Vídeo Masculino | Venceu    |
| 2013 | "Treasure"             | Melhor Coreografia     | Venceu    |
| 2015 | "Uptown Funk"          | Vídeo do ano           | Indicado  |
| 2015 | "Uptown Funk"          | Melhor Vídeo Pop       | Indicado  |
| 2015 | "Uptown Funk"          | Melhor Vídeo Masculino | Venceu    |
| 2015 | "Uptown Funk"          | Melhor Direção         | Indicado  |
| 2015 | "Uptown Funk"          | Melhor Colaboração     | Indicado  |
| 2017 | "24K Magic"            | Vídeo do ano           | Indicado  |
| 2017 | "24K Magic"            | Melhor Direção         | Indicado  |
| 2017 | "24K Magic"            | Melhor Direção de Arte | Indicado  |
| 2017 | Bruno Mars             | Artista do ano         | Indicado  |
| 2018 | Bruno Mars             | Artista do ano         | Indicado  |
| 2018 | Finesse(ft.Cardi B)    | Vídeo do ano           | Indicado  |
| 2018 | Finesse(ft.Cardi B)    | Música do ano          | Indicado  |
| 2018 | Finesse(ft.Cardi B)    | Melhor Claboração      | Indicado  |
| 2018 | Finesse(ft.Cardi B)    | Melhor Coreografia     | Indicado  |
| 2018 | Finesse(ft.Cardi B)    | Melhor Direção         | Indicado  |

### MTV Video Music Awards Japan
O MTV Video Music Awards Japan é o prêmio entregue anualmente pela MTV Japonesa. Em 2011 Mars foi indicado em duas categorias e venceu uma.
| Ano  | Nomeação               | Categoria             | Resultado |
| ---- | ---------------------- | --------------------- | --------- |
| 2011 | "Just The Way You Are" | Best Male Video       | Venceu    |
| 2011 | "Nothin' on You"       | Best New Artist Video | Indicado  |

### MTV2 Sucker Free Summit Awards
O "MTV2 Sucker Free Summit Awards" foi criado em 2010 com o intuito de premiar os melhores cantores de Hip-Hop, diferentemente dos outros prêmios não acontecem uma cerimônia para entrengar as estatuetas. Em 2011 Mars revebeu uma indicação por sua colaboração com B.o.B em "Nothin' on You".
| Ano  | Nomeação         | Categoria       | Resultado |
| ---- | ---------------- | --------------- | --------- |
| 2010 | "Nothin' on You" | Instant Classic | Indicado  |

## MuchMusic Video Awards
O MuchMusic Video Awards é uma cerimônia de premiação anuais apresentados pela canadense de música de vídeo do canal MuchMusic.
| Ano  | Nomeação               | Categoria                                    | Resultado |
| ---- | ---------------------- | -------------------------------------------- | --------- |
| 2011 | "Just the Way You Are" | International Video of the Year - Artist     | Indicado  |
| 2011 | "Just the Way You Are" | MuchMusic.com Most Watched Video of the Year | Indicado  |
| 2011 | "Just the Way You Are" | UR Fave International Video                  | Indicado  |

## MYX Music Awards
| Ano  | Nomeação               | Categoria                    | Resultado |
| ---- | ---------------------- | ---------------------------- | --------- |
| 2011 | "Just the Way You Are" | Favorite International Video | Venceu    |

## MOBO Awards
MOBO Awards é uma cerimónia de entrega de prémios existente há catorze anos, para músicos de música negra.
| Ano  | Nomeação   | Categoria              | Resultado |
| ---- | ---------- | ---------------------- | --------- |
| 2011 | Bruno Mars | Best International Act | Indicado  |

## NAACP Image Awards
A NAACP Image Award é um prêmio apresentado pela "American National Association" para homenagear pessoas de destaque da cor no cinema, televisão, música e literatura.
| Ano  | Nomeação  | Categoria              | Resultado |
| ---- | --------- | ---------------------- | --------- |
| 2011 | Ele Mesmo | Outstanding New Artist | Indicado  |

## Nickelodeon Awards

### Nickelodeon Kids' Choice Awards
Nickelodeon Kids' Choice Awards é uma premiação anual que vai ao ar no canal a cabo Nickelodeon, , e é geralmente realizado e transmitido ao vivo em um sábado à noite no final de março ou início de abril, que homenageia os maiores do ano na televisão, cinema e música, tal como foi votado pela telespectadores da Nickelodeon.
| Ano  | Nomeação  | Categoria            | Resultado |
| ---- | --------- | -------------------- | --------- |
| 2011 | Ele Mesmo | Favorite Male Singer | Indicado  |

### Nickelodeon Australian Kids' Choice Awards
| Ano  | Nomeação | Categoria                 | Resultado |
| ---- | -------- | ------------------------- | --------- |
| 2011 | Himself  | Fave International Artist | Pendente  |

## NRJ Music Awards
O NRJ Music Awards foi criado em 2000 pela rádio NRJ em parceria com o canal de televisão TF1. A cerimônia acontece anualmente em meados de Janeiro em Cannes.
| Ano  | Nomeação      | Categoria                            | Resultado |
| ---- | ------------- | ------------------------------------ | --------- |
| 2012 | Ele Mesmo     | New International Artist of The Year | Pendente  |
| 2012 | The Lazy Song | Best International Song              | Pendente  |

### People's Choice Awards
O People's Choice Awards é uma entrega de prêmios anual, premiando os artistas musicais, cinematográficos e outros, a partir dos votos na Internet pelo público.
| Ano  | Nomeação  | Categoria                | Resultado |
| ---- | --------- | ------------------------ | --------- |
| 2011 | Ele Mesmo | Favorite Breakout Artist | Indicado  |
| 2012 | Ele Mesmo | Favorite Male Artist     | Indicado  |
| 2012 | Ele Mesmo | Favorite R&B Artist      | Indicado  |

## Soul Train Music Awards
O Soul Train Music Awards é uma prêmiação que acontece anualmente para premiar os cantores de R&B e Hip hop.
| Ano  | Nomeação         | Categoria        | Resultado |
| ---- | ---------------- | ---------------- | --------- |
| 2010 | "Nothin' on You" | Song of the Year | Venceu    |

## Teen Choice Awards
O Teen Choice Awards é uma cerimônia anual feita pela FOX, desde 1999. O programa homenageia as maiores realizações do ano nas áreas da música, cinema, desporto e televisão.
| Ano  | Nomeação               | Categoria                        | Resultado |
| ---- | ---------------------- | -------------------------------- | --------- |
| 2010 | "Nothin' on You"       | Choice Music: Single             | Indicado  |
| 2011 | Ele Mesmo              | Choice Music: Male Artist        | Indicado  |
| 2011 | Ele Mesmo              | Choice Music: Breakout Artist    | Venceu    |
| 2011 | Ele Mesmo              | Choice Summer: Music Star - Male | Venceu    |
| 2011 | "Just the Way You Are" | Choice Music: Love Song          | Indicado  |
| 2011 | "Grenade"              | Choice Music: Break-Up song      | Indicado  |
| 2011 | "The Lazy Song"        | Choice Summer: Song              | Indicado  |
| 2017 | Ele Mesmo              | Choice Male Artist               | Indicado  |
| 2017 | "That's What I Like"   | Choice Song: Male Artist         | Indicado  |
| 2017 | "That's What I Like"   | Choice R&B/Hip-Hop Song          | Indicado  |
| 2017 | "That's What I Like"   | Choice Summer Song               | Indicado  |
| 2017 | "24k Magic"            | Choice Pop Song                  | Indicado  |
| 2017 | 24K Magic World Tour   | Choice Summer Music Tour         | Indicado  |

Em 2013 venceu como Choice Summer Music Star e Choice R&B Artist.

### Urban Music Awards
O Urban Music Awards é uma cerimonia realizada para homenagiar os cantores de R&B, hip hop, soul e  Dance music.
| Ano  | Nomeação  | Categoria                        | Resultado |
| ---- | --------- | -------------------------------- | --------- |
| 2011 | Ele Mesmo | International Artist of the Year | Pendente  |

## Virgin Media Music Awards
| Ano  | Nomeação  | Categoria                                   | Resultado |
| ---- | --------- | ------------------------------------------- | --------- |
| 2011 | Ele Mesmo | Virgin Media Music Award for Best Solo Male | Pendente  |